# Guerra Boshin

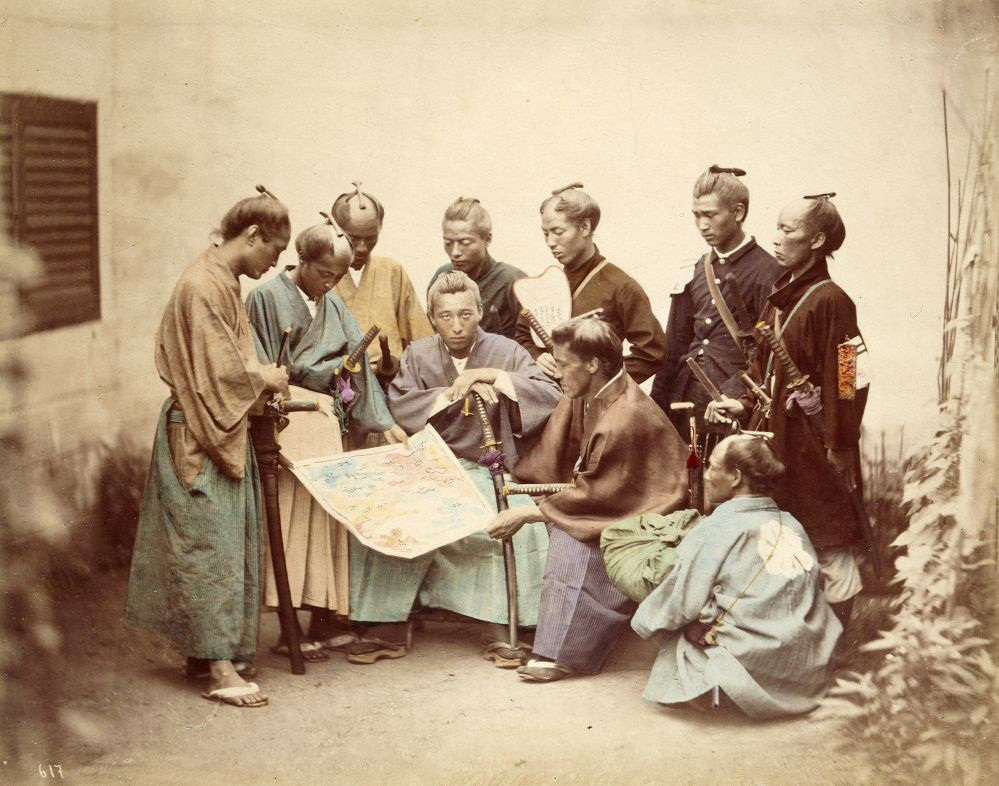
Samurais del clan Shimazu, aliats amb la facció imperial durant la guerra Boshin. Fotografia de Felice Beato.

La Guerra Boshin (戊辰戦争, Boshin Sensō, 'Guerra de l'any del drac') va ser una guerra civil que va tenir lloc entre 1868 i 1869 al Japó entre els partidaris del govern del shogunat Tokugawa al poder i la facció que pretenia la devolució del poder polític a la cort imperial. La guerra va tenir el seu origen en la insatisfacció existent entre molts nobles i joves samurais amb el tracte als estrangers per part del govern a conseqüència de l'obertura del Japó a la dècada precedent. L'aliança entre clans del sud, especialment de dominis com Chōshū i Satsuma, i funcionaris de la cort va aconseguir assegurar el control de la cort imperial i va influir sobre el jove emperador Meiji. Tokugawa Yoshinobu, el shogun governant, en adonar-se de la futilitat de la situació va decidir abdicar del poder a favor de l'emperador. Yoshinobu esperava que amb això el clan Tokugawa preservés el poder i participés en el futur govern. No obstant això, moviments militars de les forces imperials, violència partidària a Edo i un decret imperial promogut per Satsuma i Chōshū que abolia el govern del clan Tokugawa, va portar a Yoshinobu a llançar una campanya militar amb l'objectiu de prendre la cort de l'emperador a Kyoto. L'avantatge militar ràpidament va estar del costat del bàndol imperial, el qual estava relativament modernitzat. Després d'una sèrie de batalles que van culminar amb la rendició d'Edo, Yoshinobu es va rendir personalment, tot i que alguns dels seus seguidors es van replegar cap a Honshū i posteriorment a Hokkaidō, on van fundar la República Ezo. La derrota durant la batalla de Hakodate va acabar amb aquest últim focus de resistència, amb el que el govern suprem de l'emperador es va estendre a tot el país, completant la fase militar de la restauració Meiji.
Al voltant de 120.000 soldats van ser mobilitzats durant el conflicte, dels quals prop de 3.500 van morir en combat. Al final, la victoriosa facció imperial va abandonar el seu objectiu d'expulsar els estrangers del Japó i en el seu lloc va adoptar una política de contínua modernització amb l'objectiu d'eventualment renegociar amb les potències occidentals els tractats desiguals. Gràcies a la persistència de Saigō Takamori, prominent líder de la facció imperial, els partidaris de Tokugawa van rebre clemència i a molts líders del shogunat se'ls van concedir posicions de responsabilitat dins del nou govern.
La guerra Boshin dona testimoni de l'avançat estat de modernització assolit pel Japó tot just catorze anys després de la seva obertura a Occident, l'elevat nivell d'involucració de països occidentals (especialment el Regne Unit i França) en la política del país, i la força turbulenta instal·lació del poder imperial. Amb el temps, el conflicte ha estat idealitzat pels que consideren a la restauració Meiji com una «revolució sense sang» pel nombre relativament moderat de baixes registrades. A més se n'han realitzat una gran quantitat de recreacions, per exemple alguns dels elements del conflicte es van incorporar a la pel·lícula del 2003 L'últim samurai.

## Context polític

### Descontentament contra el shogunat

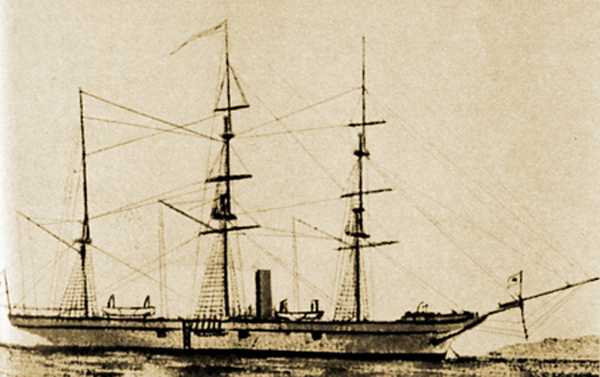
El primer vaixell de guerra mogut per hèlixs del Japó, el Kanrin Maru, 1855. El shogunat va buscar activament la modernització, però també va haver d'enfrontar-se al creixent descontentament intern causat per la ingerència de les nacions occidentals en la sobirania nacional.

Durant els dos segles que van precedir el 1854, el Japó havia limitat severament el comerç estranger -principalment amb nacions europees-, amb excepció de Corea (a través de Tsushima), la Xina de la dinastia Qing (a través de les illes Ryukyu) i Països Baixos (a través del lloc comercial de Dejima). El 1854, el comodor Matthew Perry, sota l'amenaça implícita de l'ús de la força, va obrir Japó al comerç global, iniciant d'aquesta manera un període de ràpid desenvolupament del comerç exterior i de l'occidentalització del país. Degut en gran part als termes humiliants dels tractats desiguals imposats pel comodor Perry, el shogunat va tenir aviat de fer front al descontent intern que es va materialitzar en un moviment xenòfob i radical: el sonnō jōi (尊王攘夷 «Reverenciar a l'emperador, expulsar els bàrbars»).
L'emperador Kōmei simpatitzava amb aquests sentiments, i -trencant amb segles de tradició imperial- va començar a prendre un paper actiu en assumptes d'estat: quan va tenir l'oportunitat, va denunciar els tractats i va intentar influir en la successió del shogun. Els seus esforços van culminar el març de 1863, amb la seva «Ordre d'expulsar els bàrbars». Tot i que el shogunat no tenia la més mínima intenció de fer-la complir, l'ordre però va inspirar atacs contra aquest shogunat i contra els estrangers al Japó. L'incident més famós va ser l'assassinat del comerciant anglès Charles Lennox Richardson, a conseqüència de la seva mort el govern Tokugawa va haver de pagar una indemnització de cent mil lliures esterlines. Un altre atac notable va ser el bombardeig de vaixells estrangers a Shimonoseki.

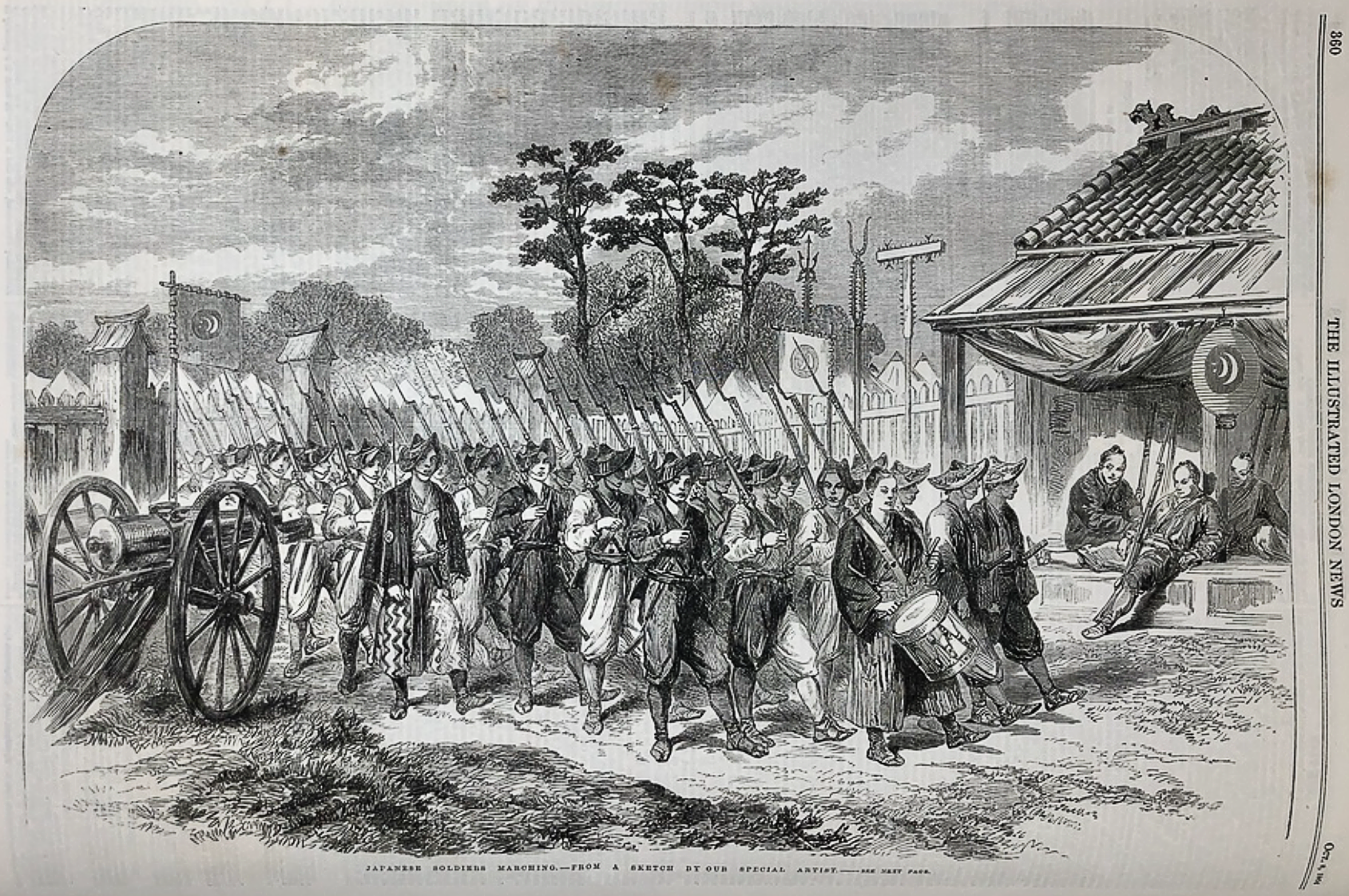
Tropes del shogunat el 1864. The Illustrated London News.

Durant 1864, els actes xenòfobs van ser contestats amb èxit per les potències estrangeres mitjançant represàlies, com el bombardeig de Kagoshima per part dels britànics i el multinacional bombardeig de Shimonoseki. Alhora, les forces de Chōshū, juntament amb els ronins xenòfobs, van desencadenar la revolta de Hamaguri amb l'objectiu de prendre el control de la ciutat de Kyoto, on estava establerta la cort imperial, però el futur shogun Tokugawa Yoshinobu va dirigir una expedició de càstig i els va derrotar. En aquest punt, la resistència dels líders de Chōshū i la cort va disminuir, però al llarg del següent any els Tokugawa es mostrarien incapaços de mantenir el control del país, ja que molts dàimios van començar a ignorar les ordres i les reclamacions d'Edo.

### Assistència militar estrangera
Malgrat el bombardeig a Kagoshima, el domini de Satsuma havia establert relacions amb els britànics, i, amb el seu suport, va iniciar la modernització de les seves tropes i de la seva marina. El comerciant escocès Thomas Blaker Glover va vendre vaixells de guerra i fusells a les províncies del sud. És possible que experts militars angloamericans (en la seva majoria exoficials) poguessin haver tingut implicació directa en aquest esforç militar. L'ambaixador britànic Harry Smith Parkes va donar suport a les forces anti-shogunat en un esforç per establir un govern imperial unificat i legítim al Japó i per contrarestar la influència francesa en el shogunat. Durant aquest període, líders japonesos del sud com Saigō Takamori de Satsuma, o Itō Hirobumi i Inoue Kaoru de Chōshū van establir connexions personals amb diplomàtics britànics, especialment amb Ernest Mason Satow.

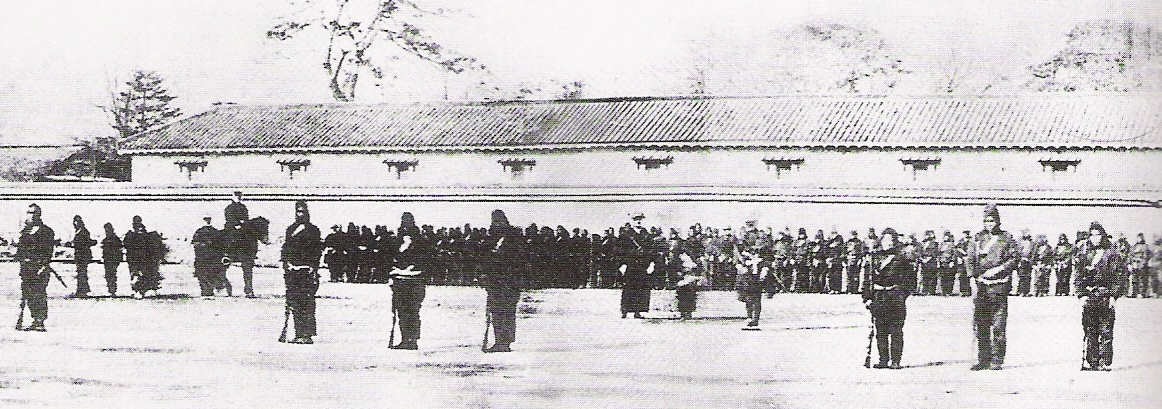
Entrenament de tropes del shogunat per part de la missió militar francesa enviada al Japó el 1867.

El shogunat també s'estava preparant per a futurs conflictes i per això van modernitzar les seves forces. En línia amb els projectes de Parkes, els britànics, fins a aquest punt els principals aliats del shogunat, es van mostrar reticents a proporcionar-los ajuda. Llavors, els Tokugawa es van decantar per consellers francesos, avalats pel prestigi militar de Napoleó III, guanyat pels seus èxits en la guerra de Crimea i en la guerra d'Italia. El shogunat va realitzar més canvis per a la construcció d'un exèrcit modern i poderós: després de diversos anys s'havia construït una marina amb un nucli de vuit vaixells de guerra a vapor, i ja era la més poderosa de tota Àsia. El 1865, es construeix a Yokosuka el primer arsenal naval modern del Japó, sota la direcció de l'enginyer francès Léonce Verny. El gener de 1867, va arribar una missió militar francesa per reorganitzar l'exèrcit del shogunat, crear una força d'elit i realitzar una comanda als Estats Units per comprar la nau de guerra cuirassada CSS Stonewall, construïda pels francesos. A causa de la declaració de neutralitat dels poders occidentals, els americans es van negar a lliurar el vaixell, però un cop aixecada la declaració, la facció imperial va obtenir el navili de guerra i el va usar en la batalla de Hakodate sota el nom de Kotetsu (literalment «blindat»).

### Cops d'estat (1866-1868)

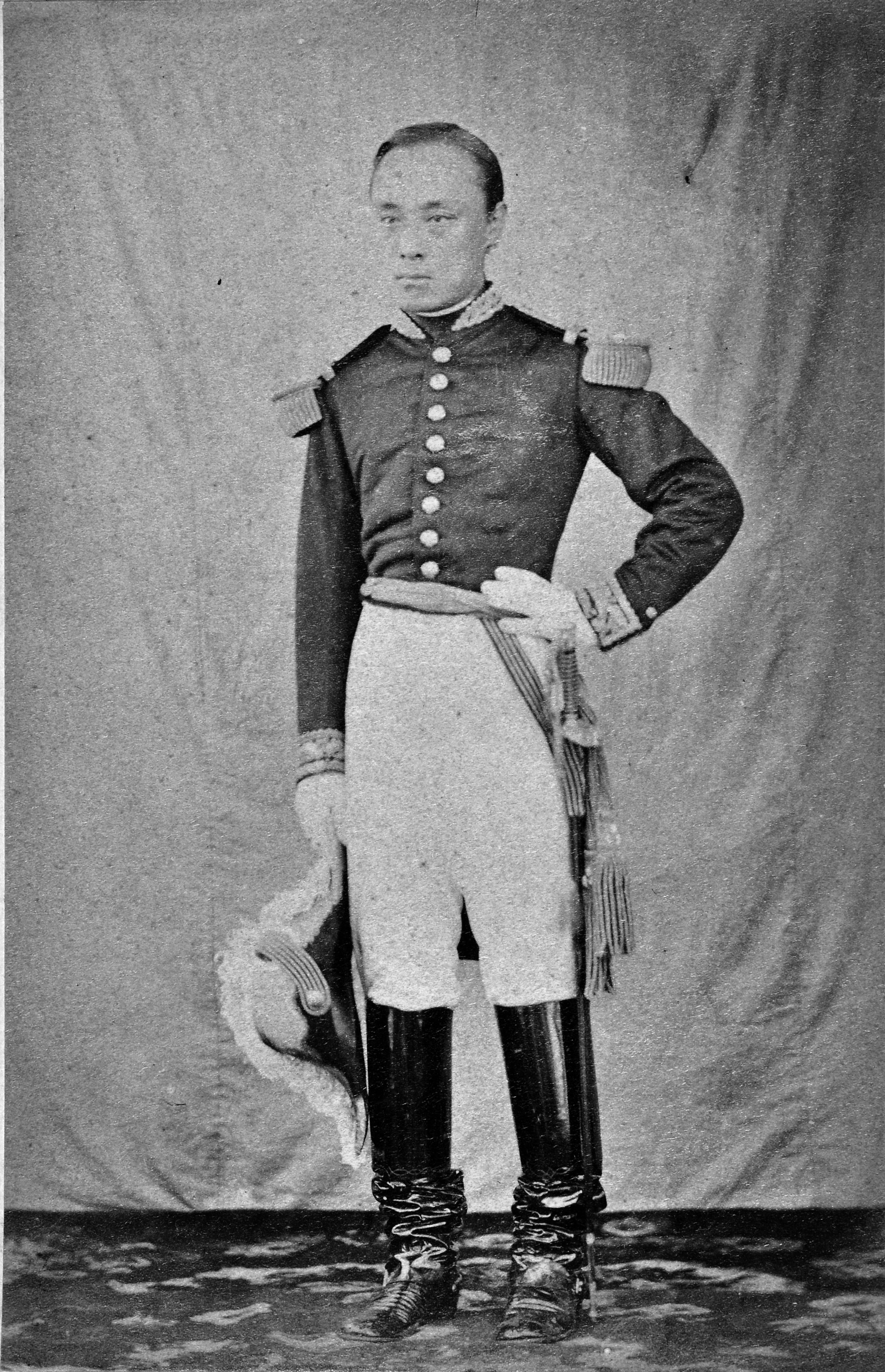
Tokugawa Yoshinobu amb un uniforme militar francès, c. 1867.

Com a conseqüència d'un cop d'estat a Chōshū que va tornar el poder a la facció extremista oposada al shogunat, aquest va anunciar la seva intenció d'enviar una segona expedició a Chōshū per castigar el domini rebel. Això, al seu torn, va moure a Chōshū a establir una aliança secreta amb Satsuma. A l'estiu de 1866 les forces de Chōshū van derrotar l'expedició enviada pel shōgun, el que va portar a una considerable pèrdua d'autoritat. No obstant això, a finals de 1866 van morir el shōgun Iemochi i l'emperador Kōmei, sent succeïts respectivament per Tokugawa Yoshinobu i l'emperador Meiji. Tals esdeveniments van fer inevitable una treva. El 9 de novembre de 1867, Satsuma i Chōshū van crear una ordre secreta en nom de l'emperador Meiji ordenant «la mort del súbdit traïdor Yoshinobu».} Tanmateix, abans que això passés, a proposta del dàimio de Tosa, el shōgun Yoshinobu va renunciar a la seva autoritat i el seu lloc entregant-los a l'emperador. A més, va accedir a convocar una assemblea general de dàimios per crear un nou govern. El shogunat s'havia acabat.
Si bé la renúncia de Yoshinobu havia creat un buit nominal en el nivell més alt de govern, el seu lloc estatal continuava existint. A més, el govern del shogunat i la família Tokugawa en particular seguirien sent una força important en el nou ordre i conservarien un gran poder polític, una perspectiva que els membres més intransigents de Satsuma i Chōshū van considerar inacceptable. Els fets es van precipitar quan el 3 gener de 1868, aquests últims van prendre el control del Palau Imperial de Kyoto i, l'endemà, van fer que l'emperador Meiji, de tan sols 15 anys, declarés la restauració del seu poder absolut. Tot i que la major part de l'assemblea consultiva imperial es va mostrar satisfeta amb la declaració formal del control imperial i fos favorable a continuar la col·laboració amb els Tokugawa (sota el concepte de «govern just» (公议 政体 派 Kōgiseitaiha), Saigō Takamori va pressionar l'assemblea perquè proclamés l'abolició del títol de shōgun i es confisquessin les terres de Yoshinobu.

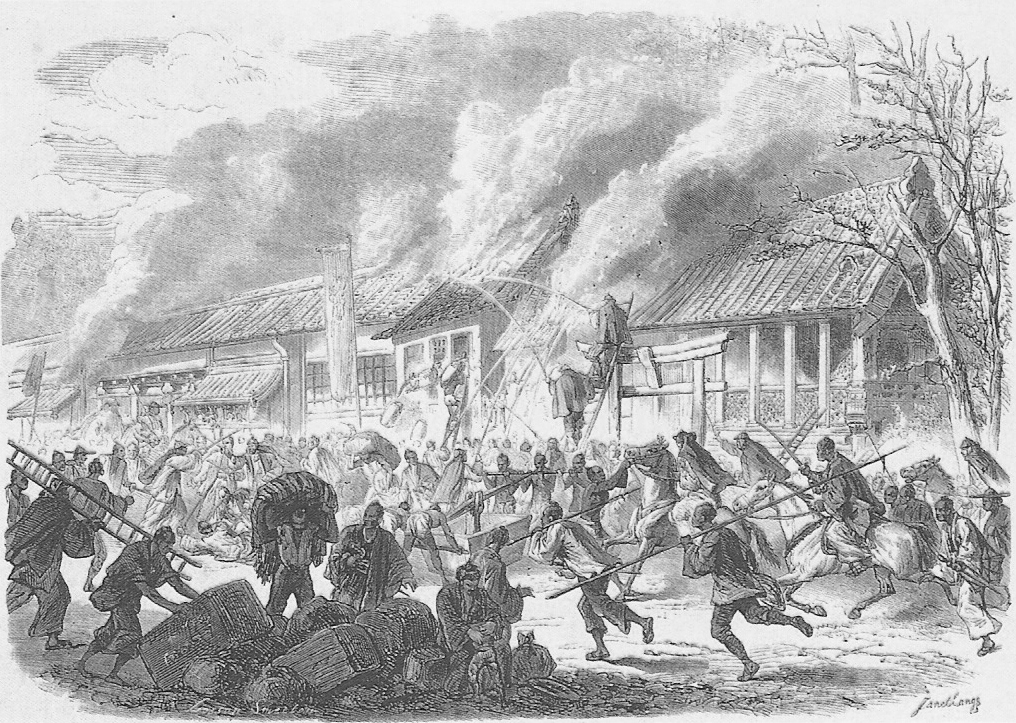
Forces del shogunat van destruir el Palau de Satsuma a Edo.

Tot i que al principi Yoshinobu va acceptar les demandes, el 17 de gener de 1868, va declarar que «no se sentia obligat a acceptar la proclamació de la Restauració» i va apel·lar a la cort per rescindir-la. El 24 de gener, Yoshinobu va decidir preparar un atac contra Kyoto, ocupada per les forces de Satsuma i Chōshū. Aquesta decisió va estar motivada per una sèrie d'incendis provocats a Edo, començant per l'incendi als voltants del castell Edo, la principal residència dels Tokugawa. Es va culpar de l'incident a diversos rōnin de Satsuma que havien atacat aquest mateix dia una oficina del govern. L'endemà, les forces del shogunat va respondre atacant la residència del dàimio de Satsuma a Edo, on molts opositors del shogunat a les ordres de Takamori s'havien estat amagant per crear disturbis. L'edifici va ser cremat, i molts opositors van morir o van ser executats més tard.

## Les primeres batalles

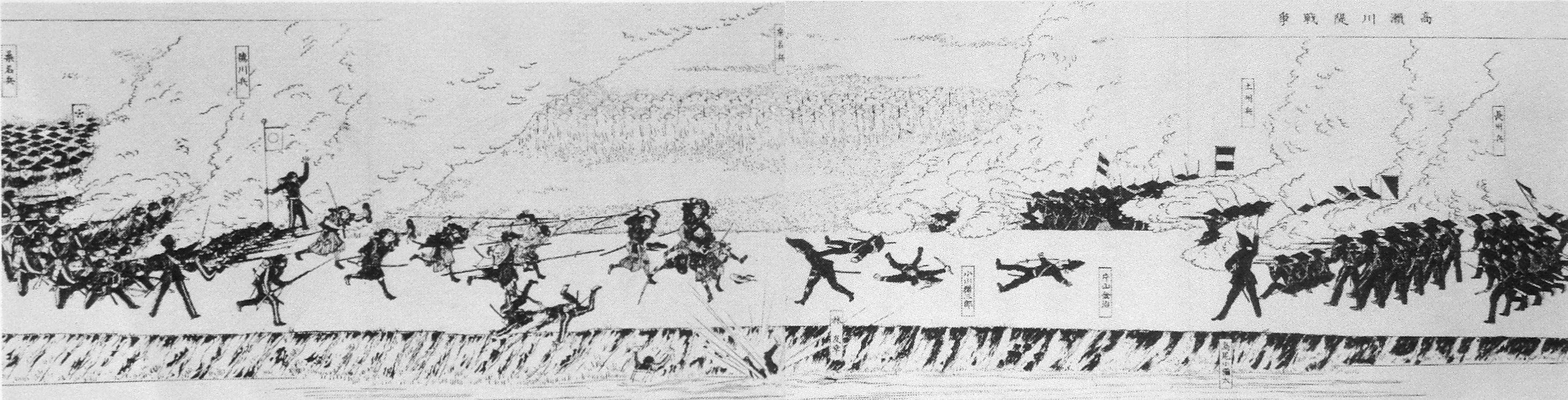
Escena de la batalla de Toba-Fushimi. Les forces del shogunat es troben a l'esquerra, inclosos els batallons d'Aizu. A la dreta es troben les forces de Chōshū i Tosa. Aquests són batallons modernitzats, però algunes forces també van ser samurais tradicionals (especialment del costat del shogunat).

El 27 de gener de 1868, les forces del shogunat van atacar a les forces de Chōshū i Satsuma, i es van enfrontar en la batalla de Toba-Fushimi, prop de Kyoto. Part dels 15.000 homes del shogunat havien estat entrenats per consellers militars francesos, però el gruix de l'exèrcit del shogun estava conformat per samurais tradicionals. Per la seva banda les forces de Chōshū i de Satsuma, encara que eren numèricament superades en una proporció de tres a un, estaven totalment modernitzades amb canons Armstrong, fusells Minié i algunes metralladores Gatling. Després d'un inici poc concloent, Saigō va preparar l'eventual evacuació de l'emperador de Kyoto si la situació ho requeria. El segon dia es va enviar un estendard imperial a les tropes que li donaven suport i el príncep Komatsu Akihito (1846-1903), un parent de l'emperador, va ser nomenat comandant en cap, reconeixent d'aquesta manera l'estatus oficial d'exèrcit imperial (官军 kangun). A més, convençuts per funcionaris de la cort imperial, diversos dàimios locals, fidels fins a aquest moment al shōgun, es van passar a la facció imperial. Entre ells hi havia el dàimio de Yodo, que va canviar de bàndol el 29 de gener, i el de Tsu, que va fer el mateix el 30 de gener, desequilibrant així la balança militar a favor del bàndol imperial.

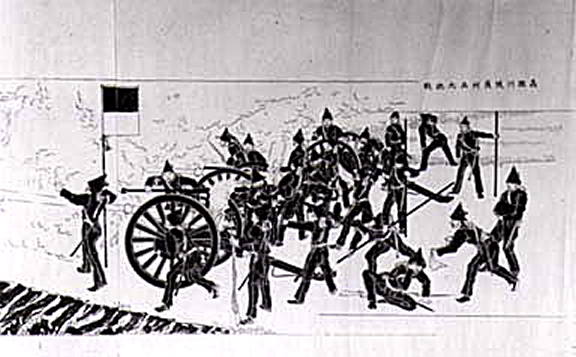
Una bateria de Satsuma en acció a Toba-Fushimi.

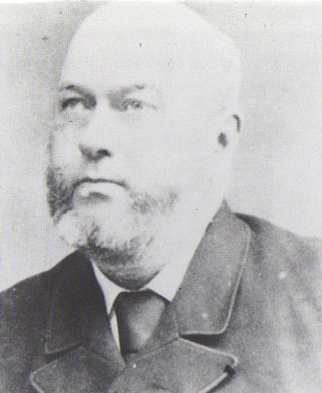
El doctor William Willis, de la legació anglesa, va dirigir l'hospital militar per les forces de Satsuma durant la batalla de Toba-Fushimi i tota la guerra Boshin.

El 30 de gener, Tokugawa Yoshinobu, aparentment angoixat per l'aprovació imperial donada a les accions de Satsuma i Chōshū, va fugir d'Osaka a bord del Kanrin Maru i es va retirar a Edo. Desmoralitzats per la seva fugida i per la traïció de Yodo i Tsu, les forces del shogunat es van retirar, donant la victòria de la batalla de Toba-Fushimi a la facció imperial. El castell Osaka va caure el 31 de gener posant fi a la batalla de Toba-Fushimi.
Alhora, el 28 de gener de 1868 va tenir lloc la batalla naval d'Awa entre la marina del shogunat i la de Satsuma. Va ser el primer enfrontament entre dues marines modernes al Japó. Encara que la batalla va ser d'escassa importància, va concloure a favor de les forces del shogunat.

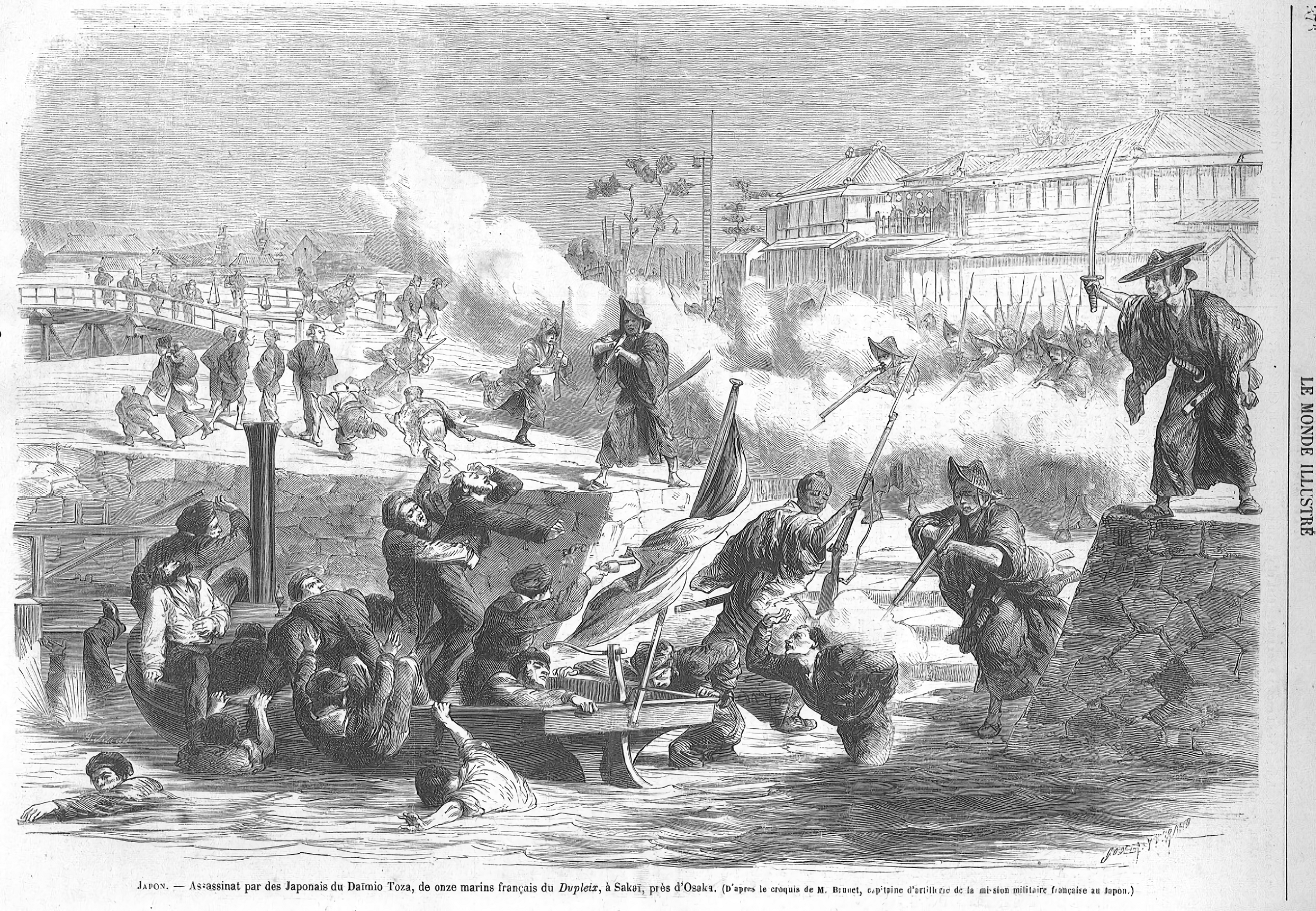
Assassinat de mariners francesos en l'incident de Sakai. Le Monde Illustré.

En el front diplomàtic, diversos ministres de nacions estrangeres es van reunir al port obert de Hyōgo (actualment Kōbe) a principis de febrer i van emetre una declaració segons la qual el shogunat encara es considerava l'únic govern de dret del Japó, donant l'esperança a Tokugawa Yoshinobu que nacions estrangeres (especialment França) poguessin considerar una intervenció a favor seu. No obstant això, alguns dies després, una delegació Imperial va visitar als ministres declarant que el shogunat havia estat abolit, que els ports s'obririen d'acord amb els tractats internacionals i que els estrangers serien protegits. Els ministres van decidir finalment reconèixer al nou govern.
L'augment dels sentiments xenòfobs va portar, però, que es produïssin diversos atacs a estrangers durant els mesos següents. Onze mariners francesos de la corbeta Dupleix van ser assassinats a mans de samurais de Tosa en l'incident de Sakai, ocorregut el 8 de març de 1868. Quinze dies després, un grup de samurais va atacar a l'ambaixador britànic Sir Harry Parkes, en un carrer de Kyoto.

## Rendició d'Edo

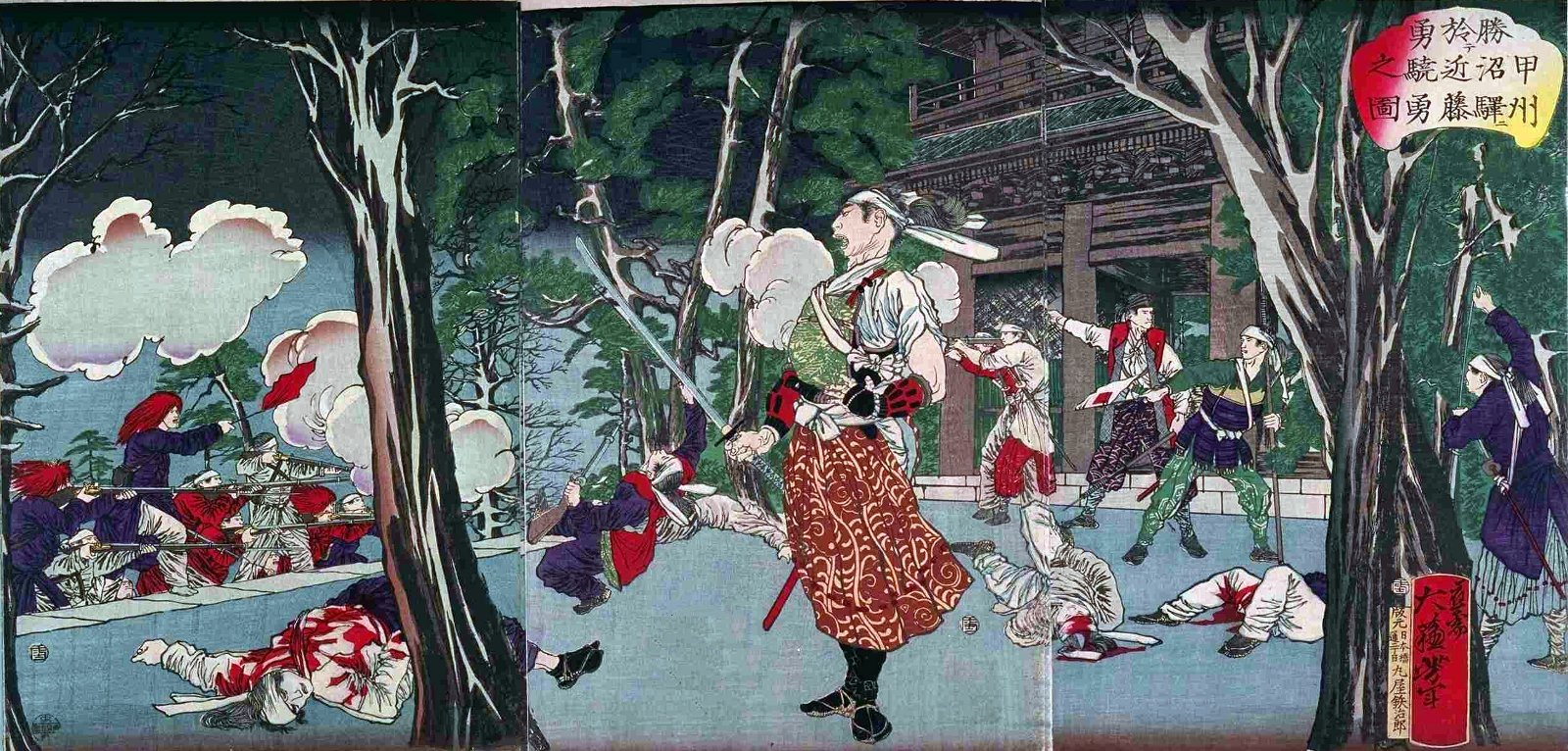
Kondo Isami, líder de les forces proshogunat Shinsengumi, lluitant contra soldats de Tosa en la batalla de Kōshū-Katsunuma.

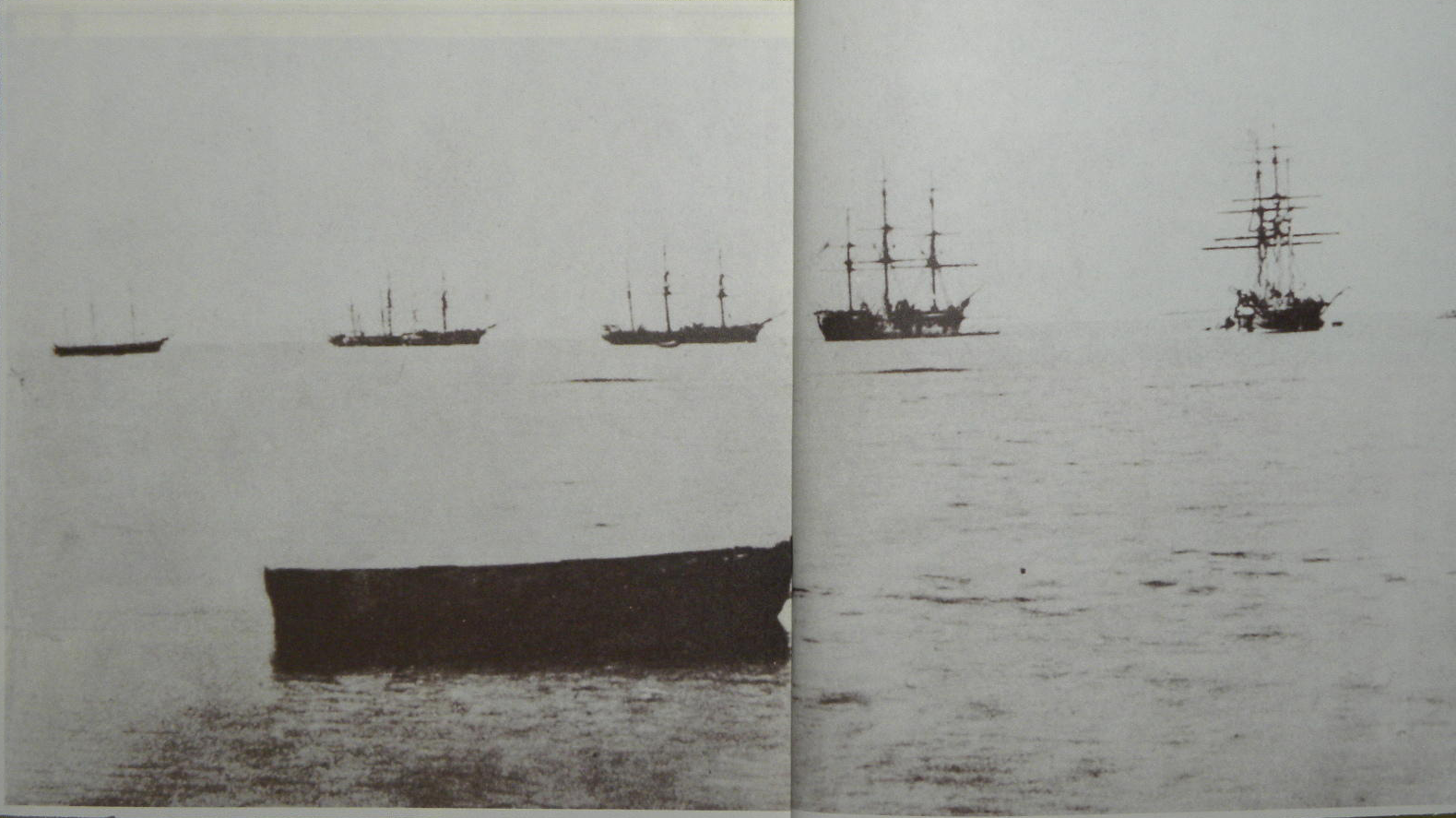
Part de la flota d'Enomoto Takeaki davant Shinagawa. D'esquerra a dreta: Mikaho, Chōgei, Kanrin, Kaiyō, Kaiten. Estan absents el Banryu i el Chiyodagata. Fotografia de 1868.

A principis de febrer, es va preparar amb l'ajuda de l'ambaixador francès Léon Roches un pla per aturar l'avanç de la cort imperial a Odawara, l'últim punt estratègic d'entrada a Edo, però Yoshinobu s'hi va oposar. Sorprès per això, Léon Roches va dimitir. A principis de març, sota el patrocini del ministre britànic Harry Parkes, les nacions estrangeres van signar un acord d'estricta neutralitat, segons el qual no podrien intervenir o proveir d'ajuda militar a cap dels bàndols fins a la resolució del conflicte.
Saigō Takamori va conduir a les victorioses forces imperials al nord i l'est a través del Japó, vencent en la batalla de Kōshū-Katsunuma. Va voltar Edo el maig de 1868 i va aconseguir la rendició incondicional de mans de Katsu Kaishu, ministre de l'exèrcit del shōgun. Alguns grups van continuar resistint després de la capitulació, però van ser derrotats en la batalla de Ueno.
Mentrestant, el cap de la marina del shōgun, Enomoto Takeaki, es va negar a rendir tots els seus vaixells. Va enviar quatre vaixells -entre ells el Fujisan-, però el 20 agost 1868 va escapar amb la resta de la flota del shōgun (vuit vaixells de guerra: Kaiten, Banryu, Chiyodagata, Chōgei, Kaiyō Maru, Kanrin Maru, Mikaho i Shinsoku) i 2.000 membres de la marina amb l'esperança d'iniciar un contraatac juntament amb els dàimios del nord. L'acompanyava un grup de consellers militars francesos (entre els quals destacava Jules Brunet, que havia dimitit de la Marina francesa per poder acompanyar als rebels).

## Resistència de la Coalició del Nord
Després de la rendició de Yoshinobu, la major part del Japó va acceptar l'autoritat imperial, però un grup de dominis del nord va continuar la resistència, donant suport al domini d'Aizu. Al maig, diversos dàimios del nord van formar una aliança per lluitar contra les tropes imperials, la Coalició del nord (奥 羽 越 列 藩 同盟 Ōuetsu Reppan Domei), composta fonamentalment pels dominis de Sendai, Yonezawa, Aizu, Shonai i Nagaoka, amb un total de 50.000 homes. Un príncep Imperial, Kitashirakawa Yoshihisa, havia fugit cap al nord amb partidaris del shogunat Tokugawa i va ser nomenat cap de la Coalició del nord, amb la intenció de nomenar-lo «emperador Tobu».

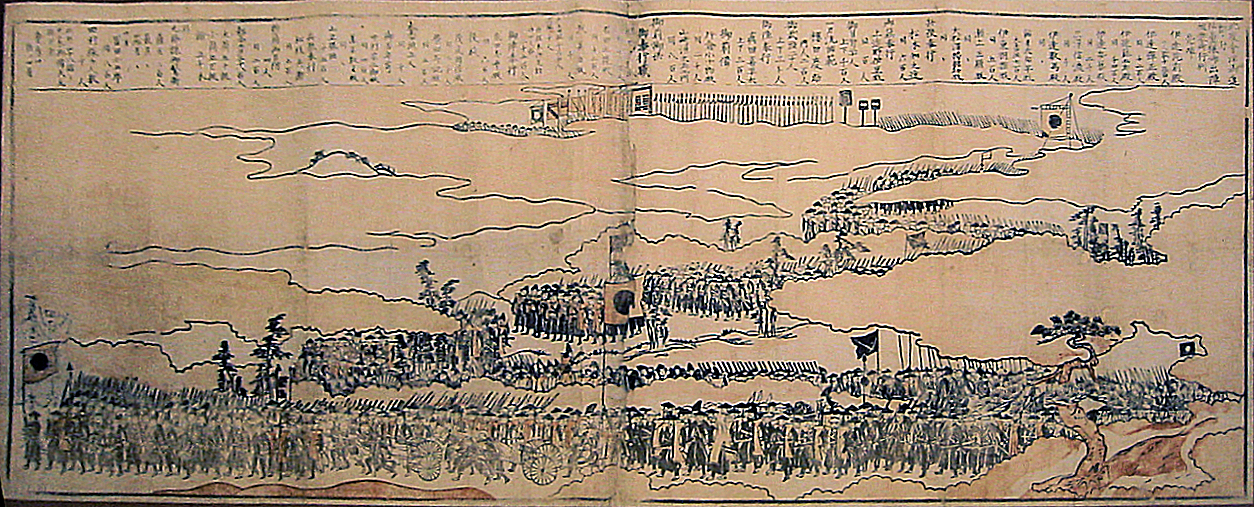
Després de la seva mobilització a l'abril, les tropes de Sendai es van unir en l'aliança del nord contra les tropes imperials el maig de 1868.

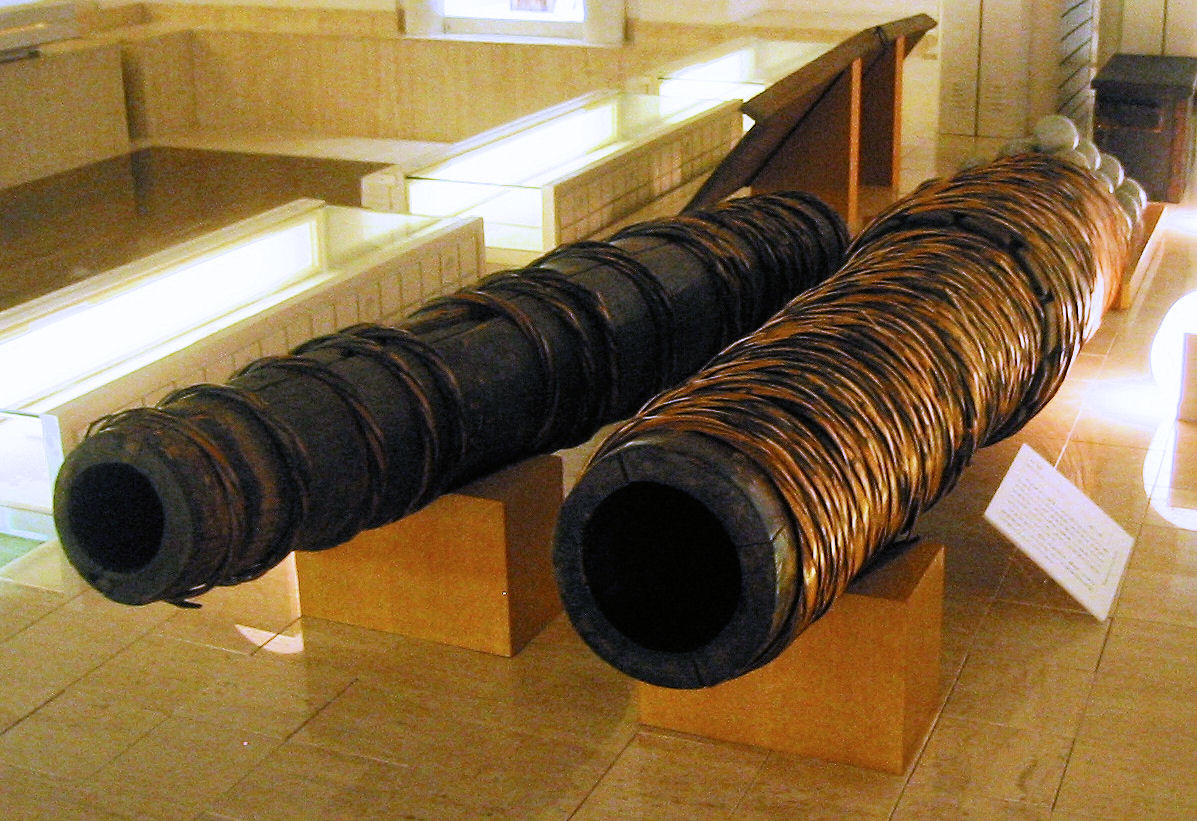
Canons de fusta usats pel feu de Sendai durant la guerra Boshin. Museu de la ciutat de Sendai.

La flota d'Enomoto es va reunir al port de Sendai el 26 d'agost. Tot i que la Coalició del nord era nombrosa, estava mal equipada i confiava en els mètodes de lluita tradicionals. Escassejaven les armes modernes i es van realitzar esforços d'última hora per construir canons de fusta reforçats amb cordes que llançaven projectils de pedra. Aquests canons, instal·lats en estructures defensives, només podien llançar quatre o cinc projectils abans d'explotar. Tot i això, el dàimio de Nagaoka va aconseguir dues de les tres metralladores Gatling existents al Japó i 2.000 rifles francesos moderns del traficant d'armes alemany Henry Schnell.

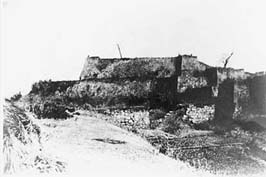
Ruïnes del castell de Shirakawa-Komine, durant la batalla d'Aizu.

Al maig de 1868, el dàimio de Nagaoka va infligir grans pèrdues a les tropes imperials en la batalla de Hokuetsu, però el seu castell finalment va caure el 19 de maig. Les tropes imperials van continuar avançant cap al nord, derrotant el Shinsengumi en la batalla del Pas de Bonari, el que va deixar expedit el camí per a l'atac al castell Aizuwakamatsu en la batalla d'Aizu, a l'octubre de 1868, fent insostenible la posició en Sendai.
La coalició es va ensorrar, i el 12 d'octubre de 1868, la flota va deixar Sendai i es va dirigir a Hokkaidō, després d'haver aconseguit dos vaixells més (Oe i Hoo, anteriorment cedits al feu de Sendai pel shogunat), i aproximadament 1.000 homes addicionals: restes de les tropes del shogunat, sota el comandament d'Otori Keisuke, tropes del Shinsengumi sota el comandament de Hijikata Toshizo, les guerrilles (yugekitai) al comandament de Katsutaro Hitomi, i diversos consellers francesos (Fortan, Garde, Marlin, Bouffier).
El 26 d'octubre, Edo va ser rebatejat com a Tòquio, i s'inicià oficialment l'era Meiji. A Aizu, el castell Tsuruga portava sota setge des de principis d'aquest mes, el que va portar al suïcidi massiu dels joves guerrers del Byakkotai (Cossos del Tigre Blanc), com una forma de morir honorablement en comptes de rendir-se. Després d'una llarga batalla d'un mes, Aizu finalment va admetre la derrota el 6 de novembre.

## La campanya de Hokkaidō

### Creació de la República Ezo
Després de la derrota a Honshū, Enomoto Takeaki va fugir a Hokkaidō amb el que quedava de la marina i uns quants consellers francesos. Junts van organitzar un govern, amb l'objectiu d'establir una nació insular independent dedicada al desenvolupament de Hokkaidō. El 25 de desembre van establir formalment la República Ezo, l'única república del Japó fins als nostres dies, prenent com a exemple el model nord-americà. Enomoto va ser elegit president per una gran majoria. La república va intentar establir relacions amb diverses delegacions estrangeres presents a Hakodate, com els nord-americans, els francesos, i els russos, però no va aconseguir cap reconeixement ni suport internacional. Enomoto es va oferir a atorgar el territori al shōgun Tokugawa sota el govern imperial, però la seva proposta va ser rebutjada pel Consell de govern imperial.
Durant l'hivern, les tropes d'Enomoto van fortificar les seves defenses al voltant de la península meridional de Hakodate, amb la nova fortalesa de Goryokaku al centre. Les tropes es van organitzar sota un comandament francojaponès: el comandant en cap seria Otori Keisuke, assistit pel capità francès Jules Brunet, dividides en quatre brigades. Cadascuna d'elles la manaria un sotficial francès (Arthur Fortant, Jean Marlin, Cazeneuve, François Bouffier), i es dividirien en 8 semibrigades, cadascuna sota comandament japonès.

### Derrota i rendició

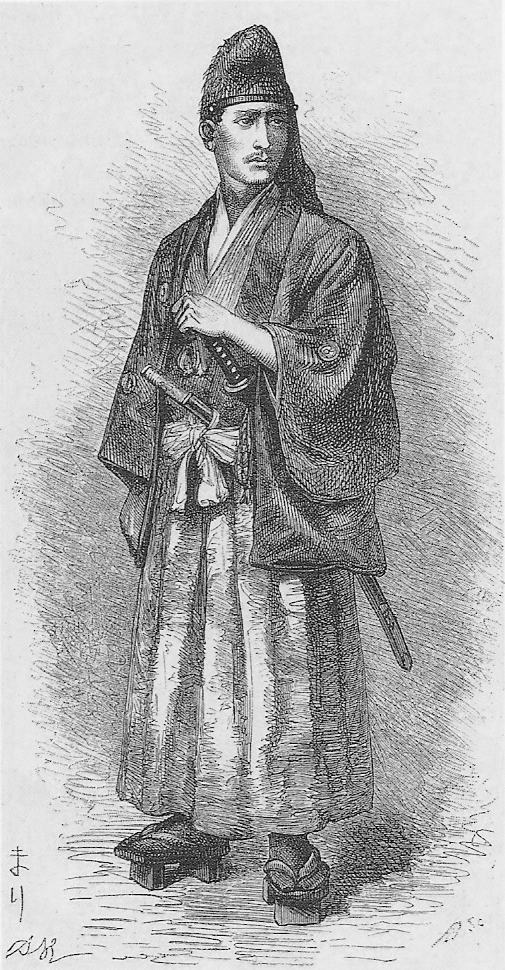
L'oficial de la marina francesa Eugène Collache va participar en la batalla naval de Miyako vestit de samurai.

La marina imperial va arribar a la cala de Miyako el 20 de març, però preveient l'arribada dels vaixells imperials, els rebels d'Ezo van organitzar un agosarat pla per prendre el control del vaixell blindat Kotetsu. Es va enviar a tres vaixells de guerra en un atac sorpresa, a la que va ser coneguda com la batalla naval de Miyako. L'atac va fracassar a causa del mal temps, a problemes en les màquines i al decisiu ús de metralladores Gatling per part de les tropes imperials.

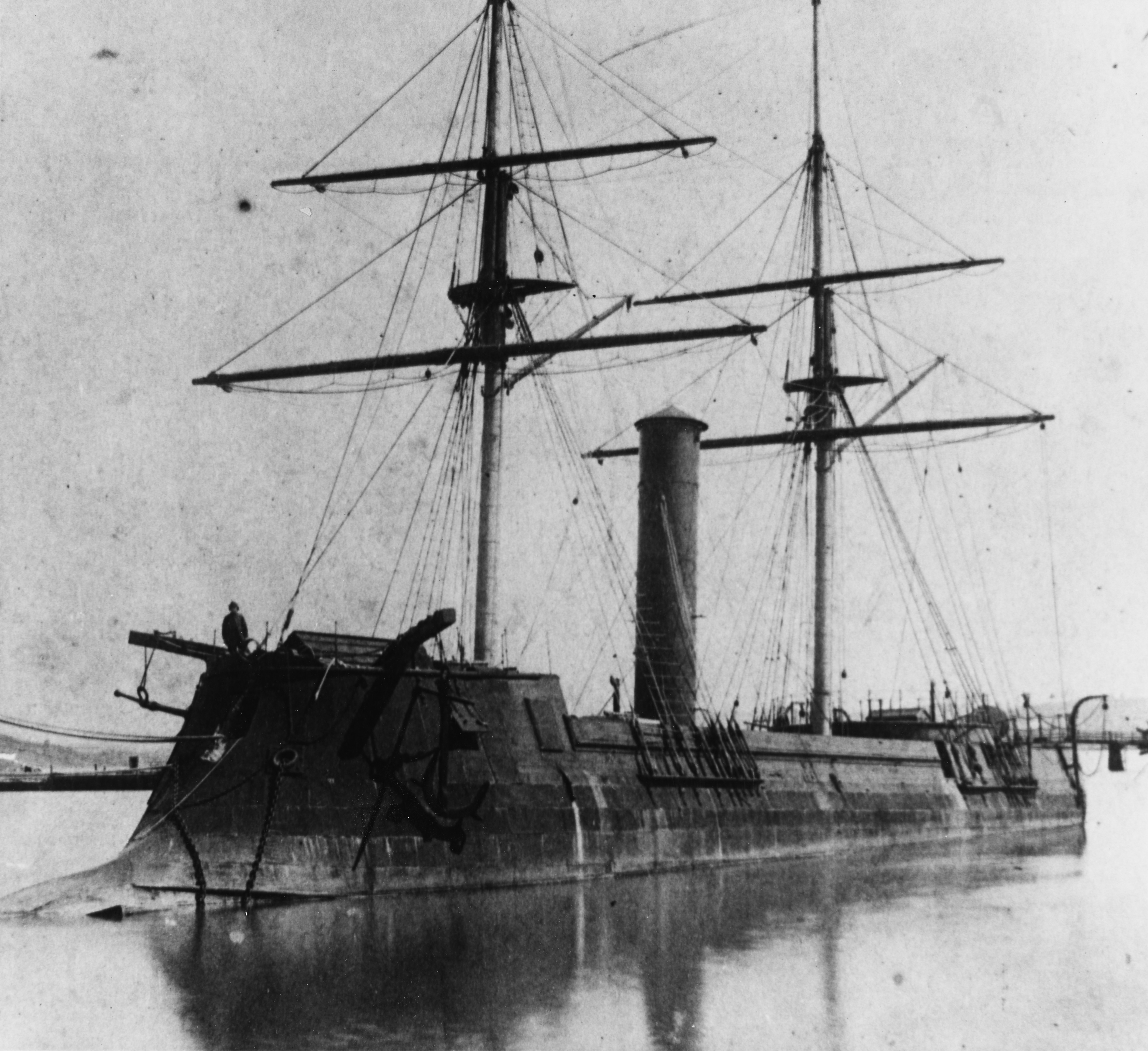
Kotetsu, el primer vaixell blindat de la marina Imperial.

Les forces imperials van assegurar promptament el seu domini en les principals illes de l'arxipèlag japonès i, a l'abril de 1869, van enviar una flota i una força d'infanteria de 7.000 homes a Ezo, iniciant la batalla de Hakodate. Les forces imperials van avançar ràpidament i van guanyar la batalla naval de la badia de Hakodate alhora que la fortalesa de Goryokaku, amb només 800 defensors. Veient que la situació s'havia tornat desesperada, els consellers francesos van fugir a un navili francès atracat al port de Hakodate -el Coëtlogon, que estava sota el comandament de Dupetit Thouars- amb el qual navegà a Yokohama i després a França. Els japonesos van demanar que fossin jutjats a França. No obstant això, a causa del suport popular que les seves accions havien guanyat a França, no van ser castigats.
Enomoto havia decidit lluitar fins al final, i havia enviat les seves pertinences al seu adversari perquè les guardés en un lloc segur, però Otori el va convèncer que es rendís, dient-li que el camí veritablement valent seria continuar vivint després de la derrota: «Si el que vostè vol és morir, pot fer-ho en qualsevol moment». Enomoto es va rendir el 18 de maig de 1869, i va acceptar el mandat de l'emperador Meiji. La República Ezo va deixar d'existir el 27 de juny de 1869.

## Conseqüències

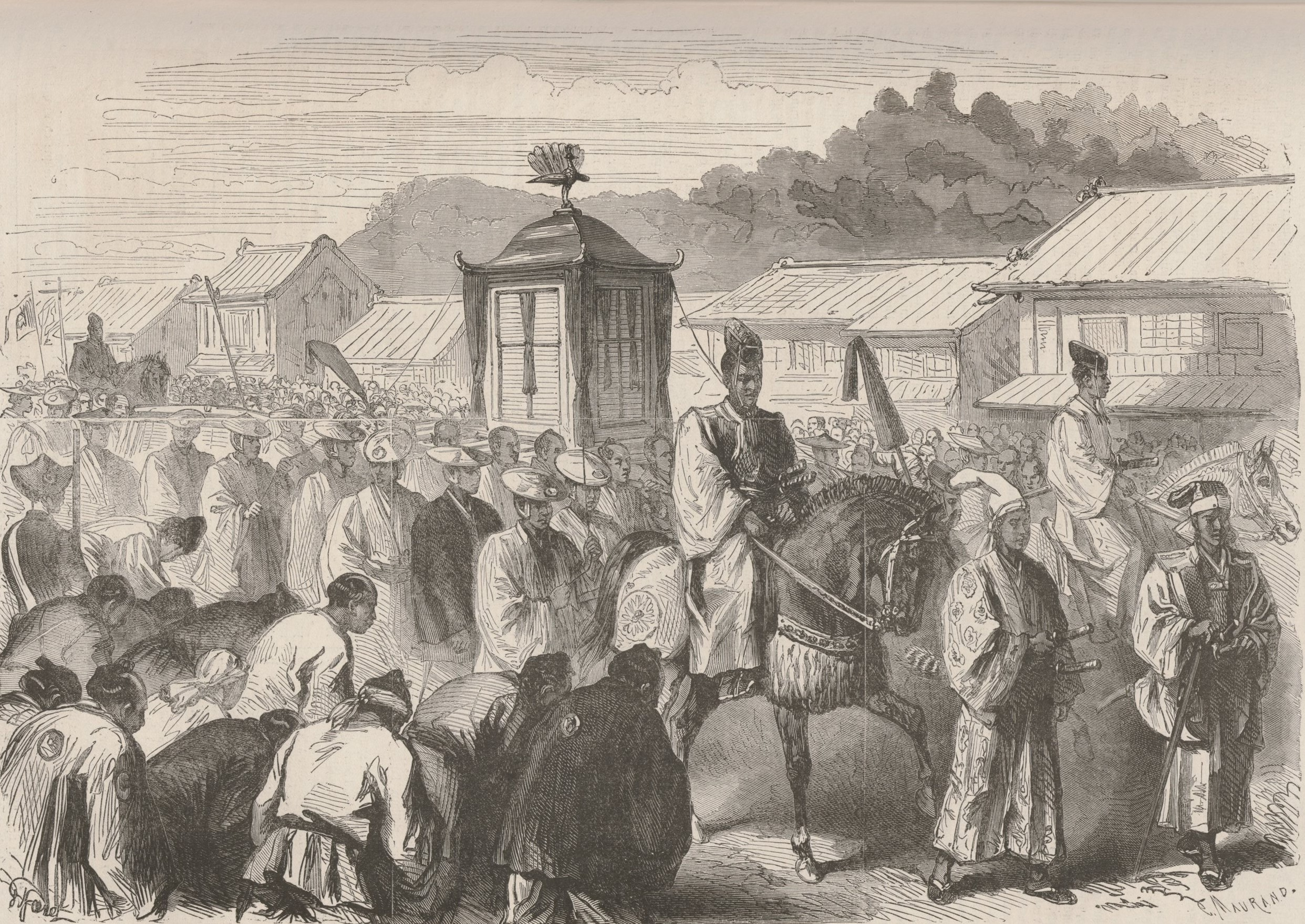
L'emperador Meiji, de 16 anys, traslladant-se de Kioto a Tòquio a finals de 1868.

Després de la victòria, el nou govern va dur a terme la unificació del país sota el poder únic i legítim de la cort imperial. La residència de l'emperador es va traslladar de Kyoto a Tòquio a finals de 1868. El poder polític i militar dels feus va ser suprimit progressivament i aviat va ser transformat en prefectures amb governadors nomenats per l'emperador.
La classe samurai va ser abolida, el que va permetre a molts samurais dedicar-se a treballs administratius o comercials, però que va conduir-ne molts altres a la pobresa. Els dominis de Satsuma, Chōshū i Tosa, que havien exercit un paper decisiu en la victòria, van ocupar la major part dels llocs clau del govern durant dècades, situació que a vegades és coneguda com l'oligarquia Meiji i que es va formalitzar amb la institució dels genrō. El 1869 es va construir a Tokio el santuari Yasukuni en honor de les víctimes de la guerra Boshin.
Alguns líders partidaris de l'antic shōgun van ser empresonats, però es van salvar de l'execució in extremis gràcies a la intervenció de Saigō Takamori i Iwakura Tomomi i al pes dels consells de Parkes, l'ambaixador britànic. Aquest últim li havia comentat a Saigō, segons Ernest Satow, que «la severitat cap a Keiki [Yoshinobu] o els seus seguidors, especialment en forma de càstig personal, danyaria la reputació del nou govern a la vista de les potències europees». Després de dos o tres anys de presó, la majoria van ser cridats per ocupar càrrecs al nou govern i alguns van realitzar brillants carreres. Enomoto Takeaki, per exemple, seria ambaixador a Rússia i la Xina i ministre d'educació.
El bàndol imperial no només va desistir de la seva postura d'expulsar els estrangers, sinó que aquesta va evolucionar cap a una política de modernització progressiva del país i de renegociació dels tractats desiguals amb les potències estrangeres sota el lema «un país ric, un exèrcit fort» (富国强兵, fukoku Kyohei). El canvi d'actitud cap als estrangers va tenir lloc durant els primers dies de la guerra civil: el 8 d'abril de 1868, es van aixecar nous rètols a Kyoto (i més tard per tot el país) que rebutjaven expressament la violència contra els forans. Durant el curs del conflicte l'emperador Meiji va rebre personalment ambaixadors europeus, primer a Kyoto, després a Osaka i Tokio. Tampoc tenia precedents la recepció que l'emperador Meiji va fer a Alfred, Duc d'Edimburg, a Tòquio, com el seu «igual de sang».

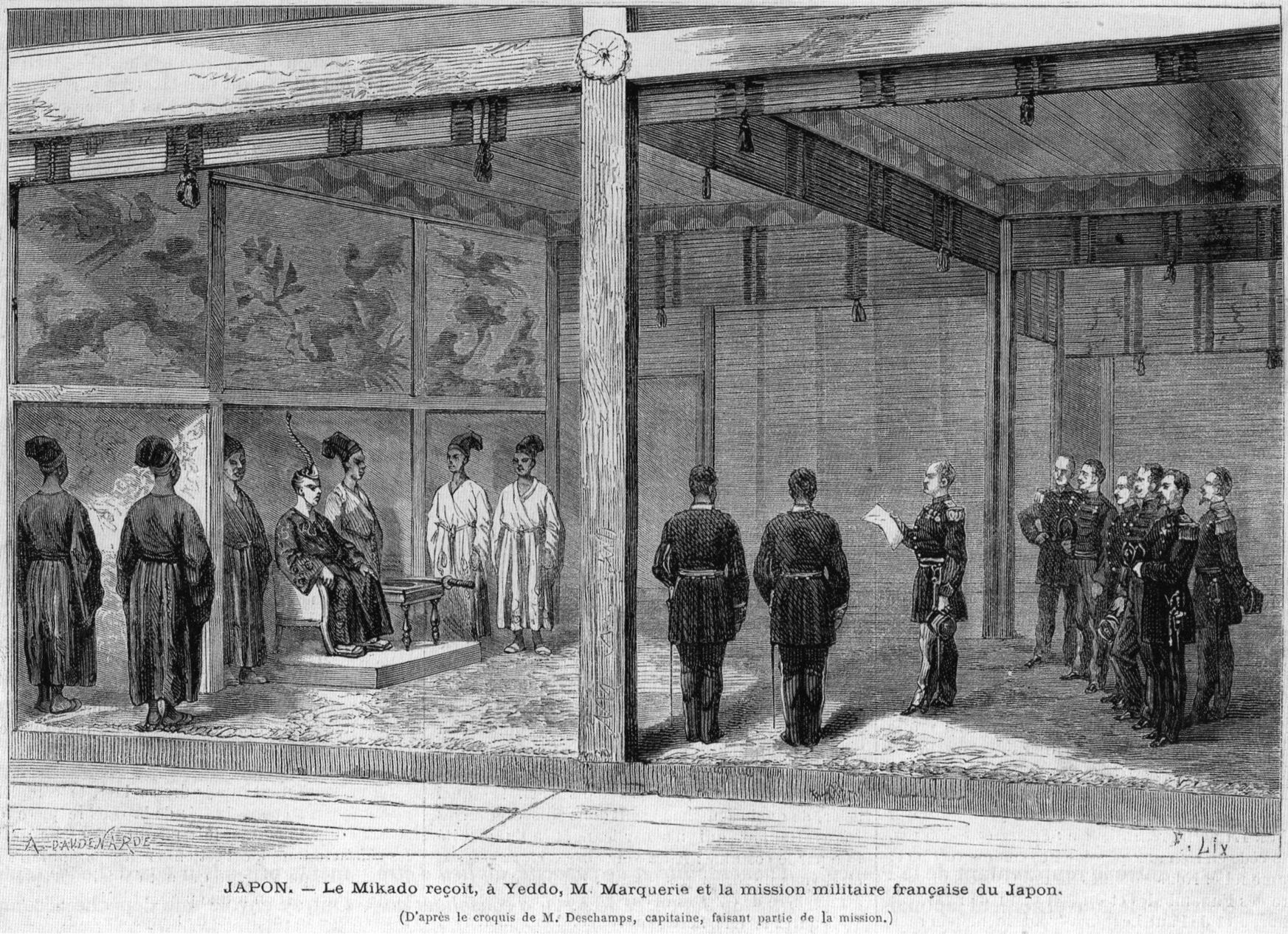
L'emperador Meiji rep la segona missió militar francesa al Japó, 1872.

Tot i que durant els inicis de l'era Meiji van millorar les relacions entre la cort imperial i les potències estrangeres, les relacions amb França es van refredar temporalment pel suport que en un principi aquesta va donar al shōgun, però aviat una segona missió militar francesa al Japó va ser convidada el 1874, i una tercera el 1884. França va ajudar a construir la flota imperial, la primera flota moderna a gran escala del Japó, sota la direcció de l'enginyer naval Louis-Émile Bertin. La modernització a gran escala del país ja havia començat durant els últims anys del shogunat, i el govern Meiji finalment va adoptar la mateixa actitud, encara que va ser capaç de mobilitzar tot el país cap a la modernització d'una forma més eficient.

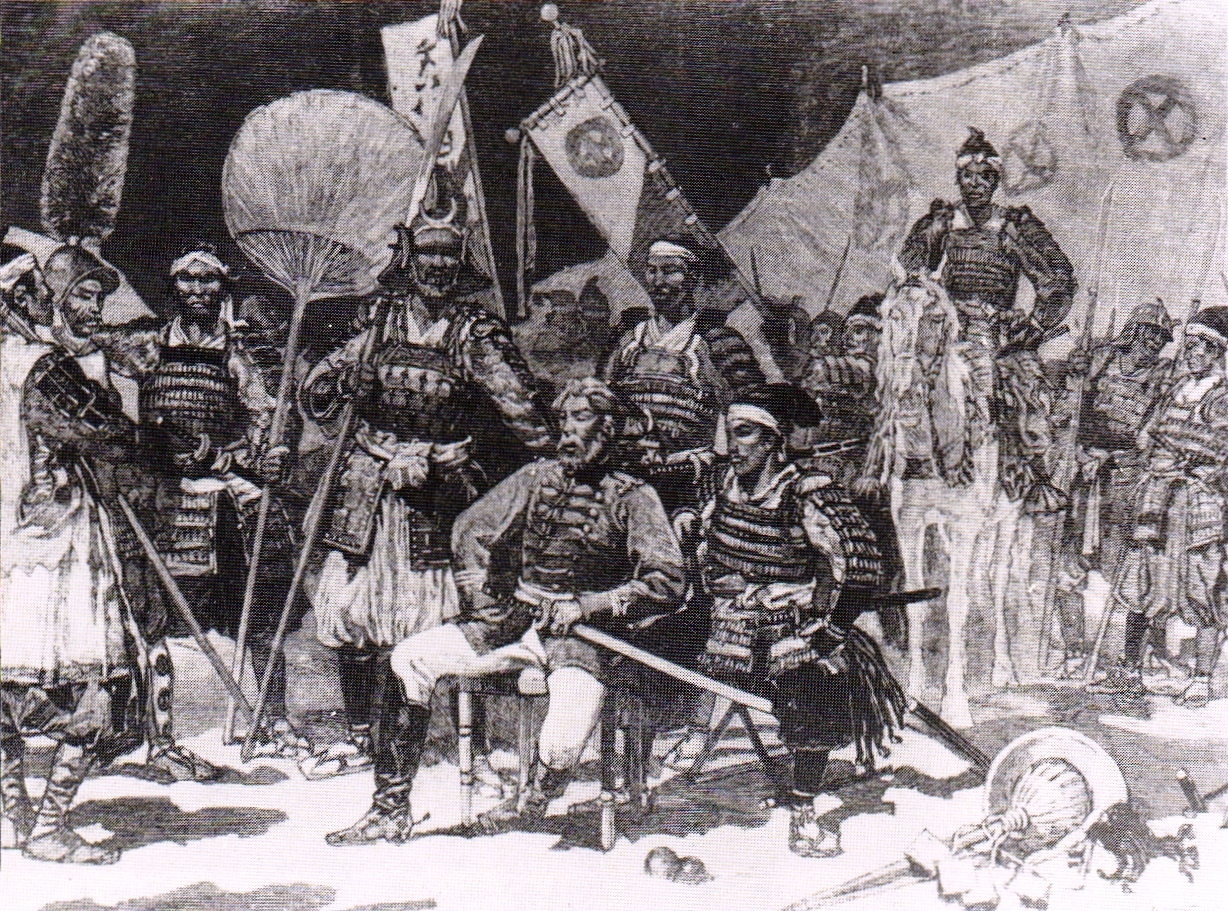
Saigō Takamori, amb uniforme i amb oficials de la rebel·lió Satsuma.

Després de la coronació, l'emperador Meiji va publicar la seva carta de jurament, on demanava la creació d'assemblees deliberatives i prometia millors oportunitats per a la gent corrent, abolir els "mals costums del passat" i buscar coneixements per tot el món "per reforçar els fonaments del govern imperial". Entre les notables reformes del govern Meiji s'explica l'abolició del sistema feudal, per la qual els dominis feudals i els seus senyors hereditaris van ser reemplaçats respectivament per prefectures i governadors nomenats per l'emperador, de manera que en els primers anys de l'era, molts dàimios van ser nomenats governadors i van rebre títols nobiliaris i grans pensions. En els anys posteriors els tres-cents dominis van ser reduïts a cinquanta prefectures. Entre les altres reformes destaquen la introducció de l'ensenyament obligatori i l'abolició de les classes socials confucianes. Les reformes van culminar el 1889 amb la proclamació de la constitució Meiji. No obstant això, malgrat el suport que els samurais donaven a la cort imperial, moltes de les reformes Meiji les van considerar perjudicials per als seus interessos: la creació d'un exèrcit de reclutes compost per plebeus, així com la pèrdua del prestigi hereditari i els estipendis van contrariar molts antics samurais. La tensió va ser particularment alta al sud, i va culminar en les rebel·lions de Saga el 1874, i la de Chōshū el 1876. Els antics samurais de Satsuma, dirigits per Saigō Takamori, que havia deixat el govern per diferències respecte a la política exterior, van començar la rebel·lió de Satsuma el 1877. Van combatre en nom del manteniment de la classe samurai i d'un govern més virtuós. El seu lema era «nou govern, gran moralitat» (新政 厚 徳, Shinsei Kōtoku). La rebel·lió va acabar en una derrota total per als samurais en la batalla de Shiroyama. Saigō es va proclamar lleial a l'emperador Meiji i va portar el seu uniforme de l'exèrcit imperial durant el conflicte. Es va suïcidar abans de la càrrega final i va ser posteriorment perdonat pòstumament per l'emperador.

## Visions modernes del conflicte

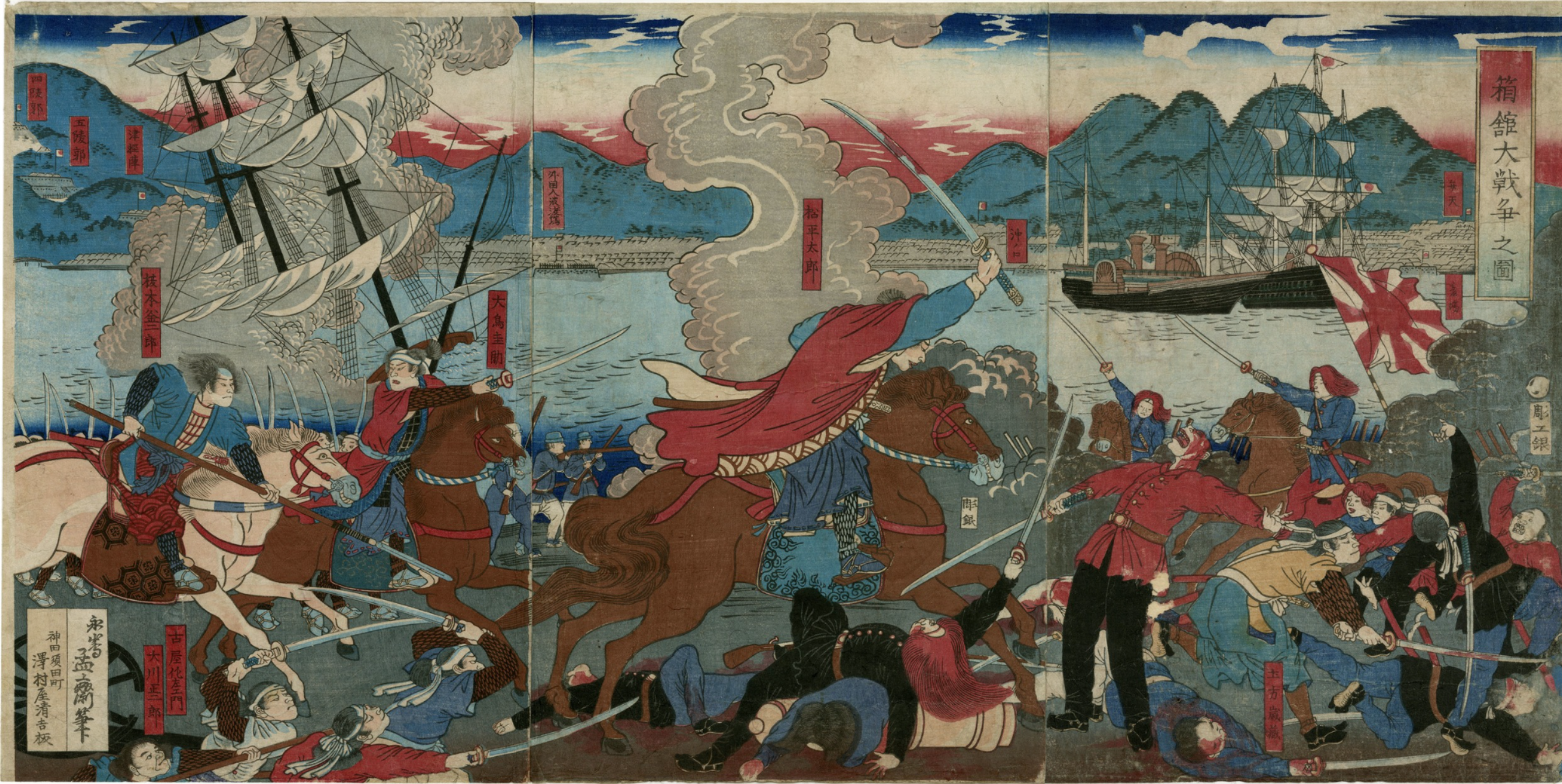
Una visió japonesa idealitzada de la batalla de Hakodate (函館 戦争 の 図), pintada aproximadament cap al 1880. L'atac de la cavalleria, amb un vaixell enfonsant-se en el fons, és comandat pels líders de la rebel·lió, abillats amb unes anacròniques armadures samurais. Darrere de la cavalleria, es poden veure soldats francesos amb pantalons blancs. A la dreta es troben les tropes imperials, vestides amb uniformes moderns, amb un navili de guerra a fons.

En les relacions modernes dels fets, la restauració Meiji sol descriure's com una «revolució incruenta» que va conduir a la ràpida modernització del Japó. Però la realitat és que la guerra Boshin va ser un conflicte violent: es van mobilitzar prop de 120.000 homes i va haver-hi unes 3.500 baixes en total. Les descripcions posteriors de la guerra tendeixen a estar molt idealitzades, ja que mostren al bàndol del shogunat lluitant amb mètodes i armaments tradicionals, enfront d'un exèrcit imperial ja totalment modernitzat, i tot i que es van usar tècniques i armaments tradicionals, ambdós bàndols van emprar algunes de les tàctiques i les armes més modernes de l'època, com ironclads, metralladores Gatling i tècniques de combat estudiades per consellers militars occidentals.
Moltes representacions japoneses inclouen una gran quantitat de dramatitzacions passant per diversos gèneres. Per exemple, Jirō Rostida va escriure una novel·la de quatre volums de l'esdeveniment anomenada Mibu Gishi-den, de la qual es va fer una adaptació per al cinema, l'any 2003, dirigida per Yojiro Takita i que va ser titulada homònimament, traduït al català com L'espasa del samurai. La novel·la així mateix va servir també de base d'un jidaigeki de deu hores de durada per a la televisió que va ser protagonitzat per Ken Watanabe.
L'anime Bakumatsu Kikansetsu Irohanihoheto fa una dramatització parcial de la guerra Boshin, i el manga Rurouni Kenshin està ambientat deu anys després.
A la pel·lícula de 2003 L'últim samurai es combinen situacions històriques pertanyents a la guerra Boshin, la rebel·lió de Satsuma de 1877 així com altres aixecaments armats per part dels samurais durant els inicis de l'era Meiji. Els elements de la pel·lícula tals com la modernització de les tropes imperials, així com la implicació de tropes estrangeres, principalment de França, corresponen a l'època de la guerra Boshin. No obstant això, l'últim atac suïcida per part de samurais tradicionalistes contra l'exèrcit imperial correspon a la posterior rebel·lió Satsuma.